# Launstroff
Launstroff es una comuna francesa situada en el departamento de Mosela, de la región de Gran Este.

## Historia
- En 1812 absorbe las comunas de Ritzing y Scheuerwald.[3][4]
- En 1815 cedió terrenos para la creación de la comuna de Scheuerwald.[4]
- En 1830 absorbe la comuna de Scheuerwald.[4]
- En 1886 cedió terrenos para la creación de la comuna de Ritzing.[3]

## Demografía
| Gráfica de evolución demográfica de Launstroff entre 1800 y 2022 |
|                                                                  |

Los datos demográficos contemplados en este gráfico se han cogido de la página francesa EHESS/Cassini.